# هجوم على مخيم المواصي للاجئين مايو 2024
في 28 مايو 2024، أفادت خدمات الطوارئ في غزة أن أربع قذائف مدفعية للدبابات أصابت مدينة خيام في منطقة المواصي الإنسانية غرب رفح، ممّا أدّى إلى إصابة مجموعة من الخيام وقتل ما لا يقل عن 21 شخصًا، من بينهم 12 امرأة على الأقل. وإصابة 64 شخصًا، بينهم 10 في حالة حرجة. ووقعت الغارة في منطقة صنفتها إسرائيل كمنطقة إنسانية موسعة في أعقاب هجوم رفح الذي أدى إلى نزوح جماعي للمدنيّين الفلسطينيين إلى مدن الخيام خارج المدينة.
جاء هذا الهجوم بعد يومين من الهجوم الذي وقع في 26 مايو على مخيم للاجئين التابع للأونروا في حي تلّ السلطان والذي أسفر عن مقتل ما بين 45 إلى 50 مدنيًا، وبعد أربعة أيام من صدور أمر ملزم قانونًا من محكمة العدل الدّولية لإسرائيل في 24 مايو. أن توقف فوراً هجومها على رفح بسبب المخاطر التي تهدّد المدنيين.
ونفى الجيش الإسرائيلي مهاجمة المنطقة في 28 مايو/أيار. نشرت صحيفة نيويورك تايمز مقطع فيديو يظهر آثار الهجوم على المواصي.

## خلفية
بعد أن أصدرت إسرائيل أوامر الإخلاء خلال الحرب الفلسطينية الإسرائيلية 2023، أصبحت العديد من مناطق غزة خالية من السكان، وسافر اللاجئون في المقام الأول إلى رفح. أصبحت رفح مكتظة ومزدحمة، حيث لجأ إليها أكثر من 1.4 مليون مدني. لكن عندما غزت إسرائيل المدينة، أمرت بإخلاء الأحياء الشرقية منها أيضًا. وفّر ما يقدر بنحو 950,000 مدني، متّجهين إلى أجزاء أخرى من جنوب غزة تم تصنيفها على أنها آمنة، بما في ذلك غرب رفح.
قبل أربعة أيام من الهجوم، أمرت محكمة العدل الدولية إسرائيل بوقف هجوم رفح، لكن إسرائيل فسّرت الأمر بشكل مختلف وواصلت عملياتها.
على الرغم من الغضب العالمي ودعوات المسؤولين الحكوميين من جميع أنحاء العالم لوقف هجوم رفح، بعد أقل من 48 ساعة من مذبحة تل السلطان، قصفت إسرائيل مخيم المواصي للاجئين في منطقة إخلاء مدنية مخصصة، مما أسفر عن مقتل ما لا يقل عن 21 شخصًا وأكثر من نصفهم من النساء والفتيات.

## الهجوم وما بعده
في 28 مايو، بعد يومين من مذبحة تل السلطان القاتلة، أصيبت مجموعة من الخيام بقذائف في منطقة المواصي المخصصة للمساعدات الإنسانية. وأفادت خدمات الطوارئ في غزة أن الخيام أصيبت بنيران الدبابات، في حين أفادت وكالة وفا أن الخيام أصيبت بغارات جوية إسرائيلية. واستشهد 21 شخصًا وأصيب 64 آخرون جراء القصف، بحسب وزارة الصحة في غزة.
وقالت مراسلة الجزيرة هند خضري: "13 من أصل 21 شخصاً قتلوا على يد إسرائيل في الغارة الجوية على ما يسمى بـ"المنطقة الآمنة" في المواصي، كانوا من النساء والفتيات المدنيين".
وفي أعقاب الهجوم، اضطرت العديد من منظمات الإغاثة في هذا الجزء من المدينة إلى إغلاق عملياتها ونقلها إلى أجزاء أخرى من قطاع غزة، بما في ذلك مستشفى القدس الميداني الذي تديره جمعية الهلال الأحمر الفلسطيني، وهي عيادة تدعمها منظمة أطبّاء بلا حدود والمطابخ يديرها المطبخ المركزي العالمي.

## ردود أفعال
- فنلندا: وقالت وزيرة الخارجية الفنلندية إيلينا فالتونين في منشور على موقع X: "بعد أن صدمتها الأخبار الواردة من رفح عن الضربات الإسرائيلية التي أسفرت عن مقتل عشرات المدنيين، بما في ذلك الأطفال الصّغار، حثّت فنلندا إسرائيل باستمرار على الامتناع عن مهاجمة رفح بأعداد كبيرة من النازحين. أوامر محكمة العدل الدولية وويجب احترام القانون الإنساني الدولي من قبل جميع الأطراف."[17]
- وقال الأمين العام لمنظمة أطباء بلا حدود، كريس لوكيير، في بيان: "يتم ذبح المدنيين. ويتم دفعهم إلى مناطق قيل لهم إنها ستكون آمنة، ليتعرضوا لغارات جوية متواصلة وقتال عنيف."[19]
- وقالت 19 منظمة إغاثة في بيان مشترك: "مع تكثيف الهجمات الإسرائيلية على رفح، أدى التدفق غير المتوقع للمساعدات إلى غزة إلى خلق سراب من تحسين الوصول، في حين أن الاستجابة الإنسانية في الواقع على وشك الانهيار."[19][22][23]